# Lynette Scavo
Lynette Lindquist Scavo – postać fikcyjna, główna bohaterka serialu Gotowe na wszystko. Grała ją Felicity Huffman.

## Charakterystyka
Lynette Scavo przyniosła kurczaka, smażonego według rodzinnego przepisu. Rzadko gotowała, bo robiła karierę zawodową – nie miała czasu. Kiedy jej lekarz stwierdził ciążę, Tom – mąż Lynette, wpadł na pomysł: może zrezygnujesz z pracy, dzieciom jest lepiej w domu, mniej stresów. Ale tak nie było. Lynette miała tyle obowiązków, że kupowała smażone kurczaki z restauracji. Doceniłaby to, gdyby o tym pomyślała, ale nie miała na to czasu.

(...) Lynette. Była kobietą sukcesu: chadzała na biznesowe kolacje, robiła ciekawe prezentacje i bezwzględnie usuwała konkurencję. Lynette zrezygnowała z kariery i przyjęła inną rolę: matki. Na nieszczęście dla Lynette nowa etykietka okazała się mniej atrakcyjna niż obiecywano.

Poznałyśmy Lynette Scavo w dniu, kiedy wprowadziła się do Wisteria Lane. Szybko zdecydowałyśmy, że będzie naszą przyjaciółką, dlatego że bałyśmy się jej w roli wroga.

Wciąż masz to złośliwe poczucie humoru.

Pierwsza rzeczą, którą musicie wiedzieć o Lynette Scavo, jest to, że zawsze ufała swojemu mężowi, Tomowi. Głównie dlatego, że zawsze wiedziała, kiedy kłamał. Czasami prosił ją, żeby powtórzyła pytanie... Albo używał dziwnych słów, których nie używał nigdy wcześniej... Albo jego głos robił się wyższy. Niewątpliwie, Tom Scavo był wyraźnie w niekorzystnym położeniu, kiedy okłamywał swoją żonę. (...)

Wiesz co Lynette? Była byś niezłym gliną. Umiesz się opanować, trzymać nerwy na wodzy.

## Przeszłość
Lynette Lindquist urodziła się w 1966 roku, między 22 czerwca a 22 lipca jako zodiakalny rak. Ma młodsze siostry: Lucy i Lydię.
Ojciec trójki zmarł bardzo wcześnie, a jego żona i matka Lynette, Stella Lindquist, wyszła drugi raz za mąż, za Glena Wingfielda. Małżeństwo trwało dwa lata, po czym się rozpadło, ale pomimo to Lynette określała Glena jako "jedynego ojca, jakiego znała". Stella biła swoje dzieci. Miała też problem alkoholowy. Kiedy walczyła z rakiem, to 13-letnia Lynette − zajmująca się domem oraz siostrami − powiedziała jej, że rak jest karą Boga, za jej działania.
Lynette Lindquist nie chodziła przy tym do kościoła, ale już jako dorosła kobieta, zdobyła doświadczenie i wykształcenie, „rekina biznesowego” na Northwestern University.
Tam też w 1990 roku poznała swą wieloletnią przyjaciółkę Renee Perry. Lynette zatrudniono w firmie zajmującej się reklamą, gdzie poznała swego przyszłego męża, Toma Scavo. Wyszła za niego za mąż w 1997 roku. Jej teściowa przepowiadała, że będą razem tylko osiem lat. Mieszkali rzem w ciasnym mieszkanku, przez co niemalże się rozstali,
Gdy zaszła w ciążę, Lynette podjęła pomysł męża i zrezygnowała z pracy. Już jako małżeństwo sprowadzili się do Fairview, 4355 Wisteria Lane w 1998 roku. Tam też Lynette poznała Mary Alice Young, Bree Van de Kamp i Susan Mayer oraz ich rodziny. W tym samym roku Lynette urodziła bliźniaki o imieniu Preston i Porter. Rok później do gromadki doszedł syn Parker. W 2003 roku sprowadziła się nowa sąsiadka, Gabrielle Solis z mężem Carlosem. Wkrótce i ona stała się jej przyjaciółką.
W 2004 roku na świat przyszła Penny Scavo. Tuż po porodzie chciała wrócić do pracy, ale Eli Scruggs pokazał jej, ze zaniedbała by Penny, dlatego została w domu.
Lynette była przedostatnią osobą jaka widziała żywą Mary Alce, tuż przed jej samobójstwem.

## Historia

### Sezon 1
Lynette udała się na pogrzeb i stypę po przyjaciółce. Jej dzieci zdecydowały się wykąpać w trakcie pożegnania sąsiadki w jej basenie i Lynette musiała sama wyciągać synów z niego, na oczach gości. Już szósty rok pracowała w domu, nad swymi rozbrykanymi i licznymi dziećmi oraz mężem. Kłamała jednak, np. Natalie Klein, że jest to najlepsza praca jaką miała. Tom, jej mąż, był na wyjazdach służbowych lub w pracy. Lynette starała się zapanować nad czwórką swoich dzieci, aż Prestonowi i Porterowi przepisano lek na ADHD. Lynette podjęła jednak decyzję, że nie będzie faszerować swych dzieci chemią.
W międzyczasie rozwiązywała lub dowiadywała się od koleżanek o kolejnych poszlakach w tajemnicy Mary Alice.
Za namową Jordany Geist, sama wzięła kilka tabletek na ADHD, by zdążyć z uszyciem kostiumów na przedstawienie w szkole bliźniaków. Organizowała je Maisy Gibbons, z którą Lynette pokłóciła się, ale zyskała przy tym szacunek innych mam. Gdy wreszcie Lynette zrozumiała, że jest uzależniona, przestała zażywać leki.
Jej i Tomowi udało się zatrudnić nianię, Claire. Niestety, nie zagrzała długo na posadzie, ponieważ Lynette obawiała się, że mogłaby być ona zbyt atrakcyjna dla Toma.
Problemy Lynette wzrosły, gdy jej mąż powiedział jej o lukratywnym awansie od Dana Petersona, za cenę którego nie byłoby go częściej w domu. Problem polegał na tym, że zapomniał przedyskutować tego z żoną. Lynette poszła wtedy do Janie Peterson, żony jego szefa i wyraziła żal, że Toma nie będzie w domu.
Awans cofnięto a kiedy otrzymała go Annabel Foster, Tom dowiedział się co zrobiła Lynette. Przyjechał do domu i oświadczył jej, że teraz ona pójdzie do pracy.

### Sezon 2
Lynette dostała pracę w agencji reklamowej Parcher & Murphy Advertising, jako podwładna Niny Fletcher. Przez większość czasu zajmowała się problemami firmy oraz znajomym, jak Stu.
Był to sekretarz w firmie, uprzejmy dla Lynette i wyświadczał jej często przysługi czy pomagał w trudnych sytuacjach. Wiceprezes, Nina Fletcher, natomiast była egocentryczna, wredna i neurotyczna. Wkrótce też została zwolniona, głównie z powodu romansu pozwania przez Stu jego byłej firmy.
Ed Ferrara, prezes firmy i były szef Niny, awansował na wiceprezesa Lynette. Był on początkowo miłym człowiekiem. Jednakże jego błędy doprowadziły do tego, że Tom został wyrzucony z pracy, niedługo po tym jak został zatrudniony w Parcher & Murphy.
Kobieta wywalczyła też żłobek z żoną Eda, Fran Ferrara (Penelope Ann Miller) o ich wspólną córkę, której brakowało do niezbędnego minimum dzieci by taka komórka mogła istnieć w firmie.
Lynette wyświadczyła również ogromną przysługę Bree, broniąc ją przed oskarżeniami jej syna Andrew dotyczącymi pobicia go przez matkę. Uświadomiła jej jednak, że miała problem z alkoholem.
Ed powiedział Lynette, że Tom może ją zdradzać. Znalazł rachunki na Toma z Atlantic City. Nic takiego nie miało miejsce, oprócz tego, że miał 11-letnią córkę Kaylę, która została poczęta na dwa lata przed tym, jak Tom poznał Lynette. Ona i jej matka, Nora Huntington, wykorzystały to, że Tom i Lynette dali jej odszkodowanie za umorzenie zaległych alimentów i obydwie sprowadziły się do Fairview, by Kayla mogła poznać swoje rodzeństwo, ojca i macochę.

### Sezon 3
Mija 6 miesięcy od odkrycia sekretu Betty.

Lynette, mimo obecności pań Huntington, miała problemy z dostosowaniem się do sytuacji i Nory, ale robiła, co mogła, by nie było tego widać. Wkrótce dowiedziała się od męża, że Nora chciała odebrać jej Toma, dlatego też ostrzegła ją, by się trzymała od nich z daleka. Nora postanowiła wyjechać z córką, dlatego Scavo zgodzili się na walkę sądową o Kaylę, by mieć do niej wyłączne prawa rodzicielskie.
Plan małżeństwa uległ zmianie, gdy Lynette i Nora znalazły się w supermarkecie jako zakładniczki Carolyn Bigsby. Gdy kobieta dowiedziała się, że Nora podrywała męża Lynette, zabiła ją, strzelając jej w serce. Lynette obiecała umierającej Norze, że będzie się opiekować Kaylą. Wściekła na Carolyn, że Kayla straciła matkę, Lynette powiedziała do morderczyni, że zasługiwała na zdradę. Carolyn w odpowiedzi postrzeliła Lynette w ramię. Chwilę potem Carolyn została ogłuszona przez Arthura Sheperda i obezwładniona przez Austinem McCanna. Zakładniczka Maya (Kathleen Gati) strzeliła celnie w jej głowę. Kayla zaczęła obwiniać Lynette za śmierć swej matki.
W międzyczasie wciąż bezrobotny Tom podążył za swym marzeniem i otworzył pizzerię. Lynette, dzięki Kayli, zwolniła się z agencji reklamowej. Tom zatrudnił żonę po tym, jak zrezygnowała z pracy u Eda, jako menadżerkę w swej pizzerii, do której początkowo była nastawiona sceptycznie. Lynette zrobiła to w dużej mierze ze względu na pogłębienie związku z mężem.
Jej małżeństwo zaczęło zgrzytać po tym, jak Tom nadwerężył kręgosłup w pizzerii i został przykuty do łóżka w domu. Lynette wręcz walczyła, by "nie poszli na dno" z pięciorgiem dzieci, chwilowo niepełnosprawnym mężem i domem na utrzymaniu. Wkrótce zatrudniła Ricka Coletti na stanowisko menadżera.
Rick zakochał się w swej przełożonej, przez co kobieta zwolniła go. Po ostrej kłótni z mężem o Ricka, zakończonej tym, że Lynette uderzyła potylicą o szafkę nocną Toma, małżonkowie pojechali do lekarza. Badanie wykryło powiększenie węzłów chłonnych i obecność ziarnicy złośliwej.
Lynette zadzwoniła do swej siostry z prośbą o pożyczenie 10 000 dolarów na chemioterapię. Niestety, jej mąż Dave stracił pracę i dlatego nie mogła pomóc. Szczęściem w nieszczęściu okazały się pieniądze od znienawidzonej przez Lynette matki, Stelli Wingfield. Kobieta oświadczyła córce, że pomoże jej wygrać z rakiem, ale nie będzie miała siły na walkę jednocześnie z chorobą i matką.

### Sezon 4
Mija miesiąc od ostatnich wydarzeń 3 sezonu.

Ze względu na chemioterapię, Lynette czuła, że jest jej niedobrze i nosiła perukę, ale ukrywała chorobę. Nie chciała by ludzie jej współczuli, ale w końcu pokazała pozbawioną włosów głowę na przyjęciu zorganizowanym przez Katherine Mayfair.
Jej przyjaciółki były w szoku, ale Lynette je uspokoiła i przyrzekła im, że nie umrze. Stella przy okazji wpadła na pomysł podania chorej córce ciasta brownie z marihuaną podczas kalamburów u Susan. Lynette dowiedziała się o wszystkim od męża i była wściekła na matkę, ale jej nie wyrzuciła.
Niedługo potem, mimo przegranej z Katherine o prezesurę Związku Właścicieli na Wisteria Lane, sama wygrała walkę z rakiem o czym osobiście powiadomił ją onkolog Rushtone (George Wyner). Chcąc pozbyć się matki, odkryła przy tym, że jej siostry szczerze nie chciały mieć kontaktu ze Stellą, a Glen opuścił kiedyś jej matkę, bo był gejem. Dlatego też umieściła swą szczęśliwą matkę u byłego ojczyma, Glena Wingfielda.
Niedługo potem w okolicy rozszalało się tornado. Lynette przekonała swą sąsiadkę, Karen McCluskey do tego, by jej rodzina mogła się schronić w jej piwnicy. Wkrótce dołączyli do nich Ida Greenberg wraz ze swym kotem. Niestety Tom, który miał silną alergię na koty, zaczął się dusić i niedługo potem Lynette poprosiła Karen, by wyniosła kota na górę, poza piwnicę. Karen odmówiła, więc Lynette sama wyniosła zwierzaka.
Niestety kot uciekł, a Karen, która przyłapała sąsiadkę, wyszła poszukać zwierzęcia. Scavo wybiegła za nią i zauważyła lej tornada daleko za domem Gabrielle. Ściągnęła staruszkę do swego domu, do wanny, gdzie przykryły się materacem. Po tym jak żywioł ustąpił, panie znalazły dom Karen kompletnie zniszczony. Dopiero wieczorem jej mąż i wszystkie dzieci wyszły z gruzowiska, ale niestety Ida zmarła. Poświęciła swe życie dla dzieci Lynette, szczególnie Parkera.
Po tych wydarzeniach Lynette przeszła odrodzenie religijne. Wkrótce potem Rick ponownie, ale na krótko, przyjechał do miasta. Otworzył własną restaurację, istniała do czasu gdy ktoś ją podpalił. Lynette podejrzewała męża, dopóki bliźniaki Preston i Porter nie przyznali się do wszystkiego. Bały się po prostu, że Rick zabierze im mamę.
Najstarsi synowie Lynette nie działali sami, tylko z polecenia Kayli Scavo. Problemy z nią były zbyt głębokie, dlatego dziewczynka zamieszkała z rodzicami Nory. Tom był zasmucony, ale pogodził się z sytuacją i żoną.
Pięcioletni przeskok
Kayla zniknęła na dobre z życia Lynette. Cztery lata po tym jak Lynette obroniła Katherine przed więzieniem swoimi zeznaniami, Tom został porażony prądem przy naprawie panelu w swej restauracji. Uratował go policjant, który zastosował sztuczne oddychanie, aż przyjechała karetka. Leżąc w łóżku szpitalnym, powiedział żonie, że chce coś więcej od życia niż posiadanie pizzerii. Kupił forda mustanga i postanowił go zatrzymać. Wpadł tym samym w kryzys wieku średniego.

### Sezon 5
Scavo nadal prowadzili pizzerię, lecz tym razem małżeństwo miało problem z nastoletnimi Prestonem i Porterem. Tom przeżywał kryzys wieku średniego i często stawał po stronie chłopców, co doprowadzało jego żonę do frustracji.
W końcu Tom dołączył do zespołu nazwanego "Błękitna Odyseja", wraz z założycielem Davidem Williamsem i innymi członkami, Orsonem Hodge, Mikiem Delfino i Carlosem Solis. Nie za bardzo to zachwyciło Lynette.
Sama wkrótce odkryła, że ich 15-letni syn ma romans z Anne Schilling, znacznie od niego starszą kobietą i, w dodatku, mężatką. Wraz z Tomem kazali mu zerwać z nią, ale Anne oświadczyła Porterowi, że jest w ciąży, dlatego też zdecydowali się razem uciec. Gdy Lynette starała się przemówić jej do rozsądku, zaborczy mąż Anne, Warren, podsłuchał je i potłuczoną żonę wyrzucił z domu.
Tego samego wieczora, "Błękitna Odyseja" dała koncert w klubie Warrena Schillinga "Biały Koń". Porter i Warren pobili się, a po interwencji Lynette, Porter wyszedł z nią z budynku. Wysłała Portera do domu. Warren zamknął wyjście ewakuacyjne, gdy zespół Toma zaczął grać i chwilę później wybuchł pożar. Każdy z obecnych w środku znalazł po chwili okno lub drzwi, przez które się wydostał, a Warren oskarżył Portera o podpalenie. Lynette zapłaciła natomiast Anne za opuszczenie miasta.
Po tym jak Warren zagroził, że zabije Portera, ten wyszedł z aresztu za kaucją. Ukrył się u babci Stelli, ale później, z braku dowodów, został oczyszczony z zarzutów. Zanim to nastąpiło, namówili, by Preston grał Portera w sądzie.
Śmierć Eli Scruggs przyniosła Lynette refleksję, jak wpłynął na jej życie.
Śmierć Edie, która, jak się okazało, pomogła niegdyś Lynette zwalczyć raka drinkami z tequili, grą w bilard i wznieceniem w niej woli walki, zmusiła żonę Toma do udania się do jej syna Traversa. Ten nie przyjął prochów matki, dlatego wskutek pomysłu Karen, Lynette rozsypała swoją część prochów sąsiadki na trawniku, obok domu.
Niestety, rachunki za adwokata, wpłata kaucji i pieniądze dane Anne zostawiły Scavo jako bankrutów. Zmusiło to Toma do sprzedaży pizzerii i jej wyposażenia. Dzięki Gabrielle, Carlos zatrudnił Lynette. Wprawdzie tak naprawdę miała szpiegować byłą dziewczynę Carlosa, Lucy Blackburn, ale kobieta wkrótce odeszła.
Po miesięcznej terapii zastosowanej z mężem, polegającej na uprawianiu codziennie seksu przez miesiąc, Lynette zaczęła mieć nudności. Obawiała się powrotu raka, ale onkolog Rushtone (George Wyner) stwierdził, że jest już w 6 tygodniu ciąży z bliźniakami.

### Sezon 6
Podczas pierwszego trymestru ciąży, Lynette była w depresji mając w perspektywie późne macierzyństwo. Przyznała się nawet mężowi, na tym etapie ciąży, że nie kocha tych dzieci w taki sposób, jak kocha poprzednią czwórkę, z której to Preston wyjechał do Europy.
Rozmawiała też z Susan, która, w kontekście nieprzytomnej Julie, powiedziała, że oddała by wszystko za możliwość spędzenia jeszcze jednego dnia ze swoim dzieckiem. Przekonało to Lynette do odchowania dzieci. Przekazała też Porterowi, Prestonowi, Parkerowi i Penny, że będą mieli kolejne rodzeństwo. Ukryła ten fakt jednak przed szefem, Carlosem, by zachować swój awans w firmie.
Carlos zastanawiał się jednak jak jej biust urósł, ale skłamała mu, że zafundowała sobie implanty. Wkrótce Gabrielle odkryła przez przypadek mistyfikację, ale Lynette sama zdradziła się przed nim, bo Gabi nic nie powiedziała mężowi.
Carlos zaoferował swej ciężarnej pracownicy awans na Florydzie, ale go odrzuciła. W końcu dał jej olbrzymią ilość dokumentów do wypełnienia w domu i zdania nazajutrz w biurze. Lynette wolała jednak oglądać bożonarodzeniowy występ córki w teatrzyku. Dlatego też przyszła do pracy z nieskończonym zadaniem i Carlos użył "niemożność wykonywania zadań" jako podstawę do zwolnienia jej. W końcu gdy Gabi przyszła ją przeprosić w imieniu swoim i męża, dowiedziała się, że Lynette pozwała sądownie firmę Carlosa. Sama zerwała przyjaźń ze Scavo.
Wkrótce doszło do katastrofy lotniczej, gdzie awionetka, pilotowana przez Daphne i Jeffa Bicks, rozbiła się na końcu Wisteria Lane. Lynette ocaliła przed samolotem młodszą córkę Gabi, Celia Solis. Carlos podziękował Lynette, mówiąc, że zawdzięcza jej wszystko tym gestem dobrej woli.
W szpitalu, w wyniku rzucenia się na Celię brzuchem, jedno z nienarodzonych dzieci Lynette miało problem z niedokrwieniem. Wymagało to chirurgicznego rozwiązania. Podczas narkozy, Lynette śniła, że jej syn będzie nie całkiem sprawny, ale ukończy studia, dziękując matce za ciągłe wspieranie go. Tom, po wybudzeniu, powiedział Lynette, ze dziecko zmarło, ale drugie jest zdrowe. Lynette, powiedziała Gabrielle, że nadała imię Patrick swemu utraconemu synowi.
Lynette zdawała się nie mówić nic o tragedii, jaka ich spotkała, chociaż minął miesiąc od tego czasu. W końcu razem poszli do terapeutki, Doktor Graham, poleconej przez Boba i Lee.
Po spotkaniu z Robin Gallagher i wpadce związanej z zapomnieniem o urodzinach Penny, Preston powrócił do domu. Przywiózł ze sobą Irinę, Rosjankę, i swoją dziewczynę. Lynette wkrótce uznała ją za "łowczynię posagów". Badając jej przeszłość, odkryła, że została już mężatką, która okradała swych wybranków.
Irina została porzucona przez Prestona i uduszona przez "Dusiciela z Fairview", który już wiele miesięcy wcześniej zaatakował Julie Mayer. Napastnikiem był Eddie Orlofsky, ale o tym nikt nie wiedział. Wkrótce zamieszkał on na krótko z rodziną Scavo a Lynette, przez zupełny przypadek odkryła alter ego Eddiego i przekonała go do zgłoszenia się na policję. Zanim jednak to się stało, chłopak ocalił życie nowo narodzonej córce Lynette, której to poród odebrał, zdejmując z jej szyi pępowinę.

### Sezon 7
Lynette od Karen dowiedziała się, że Paul Young wrócił. Tuż po urodzeniu swego piątego dziecka, Paige, przywitała na ulicy swą bogatą przyjaciółkę z czasów studenckich, Renee Perry. Wyszło na jaw, że tak naprawdę rozwodzi się mężem Dougiem po 10 latach małżeństwa i pozwoliła jej zostać w swoim domu, dopóki nie znajdzie nowego mieszkania. Wynajęła dom po zmarłej Edie Britt, przy 4362 Wisteria Lane.
Tom doznał męskiej depresji poporodowej. Lynette postanowiła to zignorować, w przeciwieństwie do Renee, która wysłuchała Toma. Lynette zrozumiała, że było to konieczne, ale zaznaczyła, że ma tego więcej nie robić i się nie wtrącać. Była też w szoku, gdy lekarz przepisał zmęczonemu i zestresowanemu mężczyźnie leczniczą marihuanę. Podmieniła ją na oregano i uświadomiła Tomowi, że jest to trudny okres w jego życiu, gdy mężczyzna krótko przed 50. rokiem życia został znowu ojcem.
Po zrozumieniu, że Penny zbyt mocno pomaga matce w opiece nad siostrą, Lynette kazała Tomowi zorganizować nianię. Sprowadził do Fairview swoją matkę Allison. Kobieta cierpiała na demencję, która wkrótce dała o sobie znać i Tom wysłał ją do domu opieki. Za pomocą Renee, zatrudniła Susan do opieki nad najmłodszą córeczką by wraz z sąsiadką Perry móc prowadzić firmę dekorującą wnętrza. Między matką a Susan doszło też do kilku spięć o metody wychowania Paige.
Tymczasem Paul Young skupował domy na Wisteria Lane by mieć większość w związku właścicieli. Gdy ją uzyskał, zamierzał otworzyć dom resocjalizacji byłych więźniów. Lynette, jako szefowa związku właścicieli, stała się głównym oponentem Paula i zorganizowała protest mieszkańców ulicy. Paradoksalnie, zamieszki jakie wybuchły w wyniku zgromadzenia tak wielu ludzi, były tym na czym Paulowi najbardziej zależało.
Krótko potem Lynette dowiedziała się od Renee, że ta przespała się z Tomem w czasie gdy chwilowo zerwali swe zaręczyny. Nie przyjęła tego dobrze i zaczęła mścić się na mężu. Raz popruła mu spodnie, wgrała gejowskie porno do prezentacji czy wysmarowała schody tak, żeby się poślizgnął. Renee uświadomiła Toma o jego nader niebezpiecznej sytuacji i w końcu, po solidnej konfrontacji, Lynette wybaczyła mu.
Do kobiety ponownie przyjechała jej matka, Stella z wieścią, że po raz trzeci wyjdzie za mąż. Jej wybrankiem był gburowaty Frank Kaminsky. Zmarł w jej wspólnym domu i pozwoliła matce przechować go kilka godzin na kanapie, by przejęła jego majątek.
Tuż po tym jak Lynette wybiła z głowy Renee pomysł, że nadaje się na matkę, Tom otrzymał ofertę pracy. Firma "Morris Technologies" zaproponowała mu posadę dyrektora finansowego, na podstawie świetnej opinii z firmy Carlosa. Lynette podstępem wymusiła by przyjął tę pracę. Wkrótce spłynął na rodzinę profit w postaci premii w wysokości 100 000 dolarów. Renee oprowadziła żonę Toma po drogich sklepach, ale też nauczyła, że taką będzie płacić "cenę" za nieobecność męża w domu.
Tom zaprosił Lynette na konferencję liderów Weissmana. Bardzo się ucieszyła, ale mina jej zrzedła, gdy usłyszała, że nie będzie mogła uczestniczyć w żadnej z konferencji biznesowych. Ukradła kartę wstępu jednej z kobiet, ale odkryła, że miała ona przemawiać na konferencji. W domu Tom i Lynette pokłócili się o to a Renee ostrzegła Lynette, że jeśli nie dostosuje się do świata Toma, może być wkrótce tylko jego pierwszą żoną.
Pomimo to Tom zatrudnił firmę dekoratorką w osobie Lynette i Renee do przemeblowania jego biura. Tom od razu powiedział czego chce. Lynette zdecydowała inaczej, bardziej konserwatywnie, ale Renee ponownie przemeblowała biuro, przypisując sukces przyjaciółce. Lynette nie mogła się pogodzić z tym stanem rzeczy.
Więcej zaburzeń przyszło gdy oboje wręcz pożarli się ostro o to gdzie rodzina będzie mogła pojechać na wakacje. Tom optował za lotem samolotem na Hawaje a Lynette by odwiedzić góry i lasy autobusem. Dopiero płacz Penny i wściekłość, że nie chce decydować o tym z którym rodzicem zamieszka, przywrócił im zdrowy rozsądek. Zdecydowali, że tylko oni wyjadą w spokojne miejsce, by omówić ich małżeństwo. Na nieszczęście dla nich, ich stosunki pogorszyły się bo Tom zrozumiał, że nie uszczęśliwi wiecznie niezadowolonej żony.
Gdy wrócili do domu, Tom zostawił nierozpakowaną walizkę w sypialni. Tuż przed przyjęciem z okazji powrotu rodziny Delfino na Wisteria Lane, Penny powiedziała matce, że ojciec zabrał walizkę. Lynette myślała, że Tom ją zostawił dopóki ponownie zawitał do domu. Wyjaśnił, że umieścił ją w szafie i byłoby to nie w porządku, gdyby Lynette musiała kłamać na temat ciągłej nieobecności Toma w domu.
Lynette wyznała, że poczuła ulgę, myśląc, że Toma nie ma. Oboje zdecydowali się więc na separację. Natomiast impreza mieszkańców zakończyła się dość niespodziewanie. Bree, Susan, Lynette, Gabi zatuszowali fakt, że Carlos zabił ojczyma Gabi i razem ukryli zwłoki Alejandra w skrzyni w salonie Solisów, co spoiło na nowo przyjaźń kobiet.

### Sezon 8
Lynette odtąd musiała się zmagać z separacją z Tomem, a także wyrzutami sumienia z powodu śmierci Alejandra. Tom zaczął nocować na piętrze zewnętrznej kuchni Bree. Tam gdzie kiedyś była jej firma po czym na rano wracał do domu jak gdyby nigdy nic się nie stało, ale po miesiącu koszmarów Lynette i jednej wspólnej nocy spędzonej razem, wyznała prawdę dzieciom. Tom definitywnie się wyprowadził.
Małżonkowie pokłócili się wkrótce o swe role jako rodzice. Tom zaczął pozwalać dzieciom na wiele rzeczy a Parkerowi, na udanie się do przyjaciela na imprezę. Lynette natomiast sprzeciwiała się temu. Parker wrócił z niej w wymiocinach od wypitej ilości alkoholu. Tom uznał, że robił to wobec dzieci bo chce by byli szczęśliwi, gdy są z nim na tle tego co przeżywają z żoną.
Pod wpływem wizyty swej siostry Lydii z narzeczonym "Rashim", małżeństwo Scavo zdecydowało się udać na terapię małżeńską, która miała wyleczyć ich związek. Po tym jak Renee ogłosiła przyjaciółce, że Tom musi kogoś mieć bo lepiej się ubiera i dba o zdrowie, obie to sprawdziły. Podejrzewały 20-paroletnią Chloe Carlson (Ruby Lewis), ale Tom powiedział jej, że umawia się z jej matką, Jane. Lynette była w szoku, dlatego umówiła się na jedną nieudaną randkę ze Scottem.
Kobieta, w noc Halloween po krótkiej rywalizacji z Jane o kostium dla Penny, usłyszała od Gabi i Bree co się stanie z grobem Alejandra. Razem zdecydowały się wykopać go tej samej nocy i przenieść w inne miejsce lub zatopić. Odkryła jednak, że grób jest pusty. W związku z Jane i za radą Renee, nastawiła niekorzystnie Penny przeciw ojcu, ale w porę zrozumiała, że bardziej szkodzi to jej starszej córce, niż dorosłym.
Lynette wkrótce dowiedziała się jaki będzie dalszy los zwłok ojczyma Gabi. Przy okazji Gabi wspomniała o anonimowym liście, jaki jej rudowłosa sąsiadka otrzymała, czego sama Bree już nie zrobiła. Wraz z Susan, Lynette była wściekła na Bree i Gabi, że zataiły prawdę przed nią.
W 19. rocznicę ślubu Lynette próbowała ratować swe małżeństwo przez zmianę swego wyglądu po tym, jak otrzymała kwiaty od męża. W jego pokoju gorzko przekonała się, że było to tylko nie odwołane coroczne zamówienie w kwiaciarni.
Scavo zerwała też przyjaźń z Bree. Później została przesłuchana przez Chucka Vance w sprawie Alejandra i z tej racji, wyznała Tomowi to co zrobiła, zanim miał odlecieć do Paryża z Jane. Pod wpływem tych informacji, odwołał swój wylot a Jane udała się sama do Paryża. Tom został w mieście i był wściekły na Lynette za to co zrobiła. Gdy wyszedł z domu, jego żona usłyszała wiadomość śmierci Chucka przez co bardzo jej ulżyło. Bob został wynajęty przez Toma by pomógł jego żonie, ale po tym jak oboje usłyszeli o tym co stało się Chuckowi, już go nie potrzebowali. Razem z Bree, rozrysowała listę wtajemniczonych w morderstwo i uznały, że ktoś jeszcze, oprócz mordercy detektywa, musi wiedzieć o tym co zrobiły. Lynette z mężem udała się na pogrzeb policjanta i razem umówili się na wspólną kolację, po której Lynette pozwoliła Tomowi polecieć do Paryża, do Jane.
Lynette musiała sobie teraz radzić sama, zarówno z elektryką jak i Gabi, która musiała nauczyć elementarnych podstaw biznesu, bo Carlos był na odwyku alkoholowym. Poprosiła też Renee i Gabi by zorganizowały jej mężczyznę. Pierwsza z nich wkrótce zeswatała przyjaciółkę ze swym fryzjerem, Frankiem, ale ten związek nie przetrwał długo.
Do domu Lynette wrócili jej najstarsi synowie, Porter i Preston. Przy okazji Porter dowiedział się, że jest ojcem dziecka Julie Mayer, co dotarło później do uszu Lynette przez Susan. Była wściekła na syna i próbowała mu uświadomić jak wiele wyrzeczeń oraz obowiązków przyjmie na siebie. On, w przeciwieństwie do Julie, która chciała oddać przyszłą córkę do adopcji, postanowił ją zatrzymać. Lynette wychowała swoje dzieci bez niczyjej pomocy i chciała by Porter poszedł w jej ślady. Na tym tle pokłóciła się ona z Susan, ponieważ to w jej domu powstał pokój zabaw dla wspólnej wnuczki. Miała też otrzymać imię Sophie, wbrew obiecanemu wcześniej imieniu Lynette. Dopiero mężowie obu kobiet musieli ich pogodzić. Mike podkreślił Lynette, że to nie jej córka jest w ciąży a Tom do Susan, że Lynette che być potrzebna i nie lubi być wyręczana. Panie, dzięki temu wróciły do normalnych stosunków.
W trakcie randek z Frankiem Lynette usłyszała od Renee, że problem alkoholowy Bree wrócił a od samej Bree, że próbowała się zabić co zszokowało przyjaciółki. Ich przyjazne relacje wróciły dopiero po krótkiej wizycie Orsona w życiu Bree, z której wyszło na jaw, że to on był szantażystą od listów.
Lynette zorganizowała przyjęcie urodzinowe dla Penny podczas którego usłyszała od Jane, że Tom wprowadzi się do niej. Sama była przez to wściekłą i pełna żalu wobec męża, że to nie od niego to usłyszała. Kilka dni później Lynette uratowała życie Jane, która dławiła się bułeczkami serowymi a wcześniej przeprosiła za to co zrobiła.
Na pogrzebie Mike'a Lynette zdecydowała się odzyskać męża. Osiągnęła połowicznie swój cel, bo posługując się szefem Toma z którym się umawiała, Greggiem Limonem, doprowadziła do rozerwania związku Toma i Jane. Mąż Lynette uświadomił sobie, że kocha swą żonę, nawet pomimo tego, że w drodze do tego momentu podpisali dokumenty rozwodowe, które nie weszły w życie. Tom przyjechał już nawet pod dom żony by jej to powiedzieć ale zrozumiał, że ona już kogoś ma. W rzeczywistości tylko Lee McDermott rozpinał sukienkę druhny na ślub Renee i Bena Faulknera z jej ciała.
W międzyczasie rozpoczął się proces Bree oskarżonej o zamordowanie Ramona Sanchez. Lynette, wraz z Gabi, Susan i Bree postanowiły zająć się umierającą na raka Karen tak by mogła dożyć swych dni w domu. Ona odpłaciła im się pięknym za nadobne. Po zeznaniach przyjaciółek Bree, sama przyznała się do zabicia Alejandra Pereza, czego oczywiście nie zrobiła ale sąd i prokurator o tym nie wiedzieli. Pod wpływem słów Roya Bendera, męża Karen, Tom wyznał miłość Lynette, która świętowała wygraną Bree w jej domu. Lynette stwierdziła, że nie ma innej osoby w jej życiu i tak Scavo wrócili do siebie.
Tom został zwolniony z pracy za to, że uderzył Gregga w twarz gdy obrażał Lynette. Między innymi też z tego powodu Lynette przyjęła ofertę pracy od Katherine Mayfair, która wróciła na kilka dni do Fairview.
Susan Delfino sprzedała swój dom tuż po ślubie Renee i Bena kobiecie o imieniu Jennifer. Sama zamieszkała z synem i wnuczką u Julie. Cztery tygodnie później Scavo wyprowadzili się do Nowego Jorku. Lynette objęła prezesurę amerykańskiej filli firmy spożywczej Katherine. Wraz z Tomem kupiła penthouse z widokiem na Central Park. Wiele lat później właśnie tam zabierała wnuczkę i szóstkę wnuków by na nie wrzeszczeć.

## Ciekawostki
- Lynette wyznała, że jest zodiakalnym rakiem[14]. Oznacza to, że kobieta urodziła się między 22 czerwca a 22 lipca.
- Felicity Huffman spojrzała w kamerę podczas kręcenia serialu, łamiąc zasadę czwartej ściany. Było to w sezonie 5. odcinek 3, „Kids Ain't Like Everybody Else”.
- Jej praca magisterska dotyczyła literatury[29].
- Felicity Huffman przyszła na casting do serialu zmoczona od deszczu, z potarganymi włosami od wiatru oraz zmęczona w wyniku zabawy z dziećmi[30]. Prawdopodobnie to skłoniło Marca do wybrania ją do tej roli.
- Postać była trzy razy zakładniczką:
  - Carolyn Bigsby w supermarkecie[26],
  - oprychów, którzy napadli na restaurację Scavo[31]
  - Eddiego Orlofsky w jego domu[32].
- Na Wisteria Lane dwa razy dochodziło do zamieszek i za każdym razem do ich powstania przyczyniła się głównie Lynette:
  - Tuż po tym jak Lynette została ocalona w supermarkecie przez nowego sąsiada[33], rozpowiedziała, że Arthur Sheperd jest pedofilem. Doprowadziło to do strajku, w wyniku którego zmarła Rebecca (Jennifer Dundas), niepełnosprawna i chora siostra Arthura. Lynette żałowała swojej decyzji i przeprosiła oskarżonego. W noc, kiedy się wyprowadził, wyznał, że nie myliła się, biorąc go za pedofila[34].
  - Pół roku po tym jak Paul wrócił na ulicę, nie chciała dopuścić do zrealizowania jego projektu Drugiej Szansy dla przestępców. Poprosiła o pomoc przedstawicieli innych przedmieść. Decyzją tą doprowadziła, choć nieświadomie, do ogromnych zamieszek z licznymi ofiarami[35].
- Lynette i Tom to jedyna para w serialu, która się nie rozwiodła, chociaż od odcinka 19 sezonu ósmego mieli już oni częściowo podpisane dokumenty rozwodowe, a w odcinku 22, Tom chciał je zdać do sądu, by ich rozwód się uprawomocnił, czego ostatecznie nie zrobili.

## Powiązane z postacią

### Alisa Stevens
Alisa Stevens (Marlee Matlin) to głuchoniema znajoma Lynette z Barcliff Academy, szkoły, do której Preston i Porter uczęszczali wraz z jej córką, Lily (Aria Wallace) oraz synem Mattem (aktor nieznany).
Sezon 1
Lynette zaprosiła Alisę z mężem Dennisem (Albie Selznick) na kolację, ale podczas niej zaczął narzekać na żonę. Po kilku takich spotkaniach kazała mu działać, a nie narzekać. Dennis rozstał się z żoną, przez co Alisa była wściekła na Lynette.

### Anne Schilling
Anne Schilling (Gail O’Grady) to była kochanka Portera Scavo. Zadbana kobieta około 40-45 lat. Jej syn, Kirby (Scotty Leavenworth) oraz Preston i Porter Scavo chodzili razem do 3. klasy. Była też trenerką Portera, gdy ten miał 6 lat.
Sezon 5
Pracowała jako agentka nieruchomości i zorganizowała dla Tomowi i kapeli „błękitna odyseja”, garaż do prób zespołu „błękitna odyseja”. Było to też miejsce schadzek miłosnych Portera i Anne. Lynette podejrzewała Toma o romans, gdyż Anne przywiozła tam rozkładaną wersalkę o czym Kirby jej powiedział. Tom znalazł na miejscu opakowanie po prezerwatywie i wiedział o tym co robił jej syn bo on też miał klucz. Sądził jednak, że to jego. Lynette była przekonana, że Tom ma romans, ale po chwili nieporozumienia, Tom i Lynette wiedzieli już, że to Porter i Anne romansują ze sobą. Zagroziła też jej jeśli jeszcze raz dotknie chłopaka. Kochankowie mieli uciec razem z miasta, gdyż Anne skłamała mu, że jest w ciąży. Preston wyjawił martce co się stało. Przyjechała do Schillingów by porozmawiać z Anne i w trakcie rozmowy Warren podsłuchał je. Pobił ją a Lynette zawiozła ją do szpitala. Po wybudzeniu, Lynette wręczyła jej 14 000 dolarów by zniknęła z ich życia. Po porodzie, miała się kontaktować tylko z Tomem lub nią. Zanim Anne odeszła, zwierzyła się Lynette, że naprawdę kocha jej syna, ale żadnego dziecka nigdy nie było.

### Art Shepherd
Arthur „Art” Shepherd (Matt Roth) to pedofil i były sąsiad gospodyń.
Sezon 3
Wprowadził się do 4352 Wisteria Lane z niepełnosprawną siostrą Rebeccą (Jennifer Dundas). Stał się bohaterem Lynette i Parkera po tym jak uratował ją przed strzałem z broni Carolyn Bigsby w supermarkecie. Scavo chciała mu podziękować, ale odkryła zdjęcia półnagich dzieci w jego piwnicy. Podejrzewała nawet, że skrzywdził Parkera, ale okazało się to nieprawdą. Rozpowiedziała o tym w okolicy. To doprowadziło do demonstracji pod jego domem a Rebecca doznała ataku serca. Siostra Arthura zmarła, a on sam spakował się i wyjechał. Przyznał się Lynette, że był pedofilem, a powstrzymywał się tylko dlatego, że Rebecca żyła.

### Claire
Claire (Marla Sokoloff) to była niania dzieci Scavo.
Sezon 1
Pracowała dla despotycznej Alexis, którą Lynette przebiła ofertą pracy. Clarie okazała się cudowną nianią, ale zadbała też o to, by dzieci nie pokochały jej aż za bardzo. W nocy zdjęła koszulę do prania i Tom zobaczył ją nagą w kuchni. Poszedł do żony by się z nią kochać. Nazajutrz Claire powiedziała o incydencie Lynette a ta miała pretensje do Toma. Ten zapewnił ją, że gdyby stanowiła zagrożenie dla nich zwolniłby ją. Gdy dziewczyna wycierała stół jej falujące piersi spod delikatnie rozpiętej bluzki skupiły uwagę Toma, przez co ten, pod naciskiem żony, zwolnił ją.

### Ed Ferrara
Ed Ferrara (Currie Graham) to prezes Parcher & Murphy Advertising i były szef Lynette. Niekompetentny, samolubny i z inteligencją pudla, jak go określiła Nina Fletcher.
Sezon 2
Przyjął Lynette do pracy ponieważ był pod wrażeniem jej pomysłów na dalszy rozwój firmy, które podawała jednocześnie przewijając swoją córkę, Penny. Gdy Stu pozwał firmę za molestowanie, Ed zwolnił m.in. Ninę Fletcher ze stanowiska wiceszefowej i umieścił Lynette w jej miejsce. Ta zaczęła walczyć o pokój dla dzieci w firmie by widzieć swoje w trakcie pracy. Podstępem zmusiła znerwicowaną i nadopiekuńcza żonę Eda, Fran (Penelope Ann Miller) by sama oddała córeczkę pod opiekę, co zaskutkowało powstaniem takowego pomieszczenia. Ed zatrudnił też Toma w firmie i bardzo go polubił. Wedle słów Lynette, aż za bardzo bo w jej oczach naśmiewał się z niego. Przegrał zakład z Lynette o to, że by przestali robić błazna z Toma. Ed i Scavo pozostali jednak przyjaciółmi. Lynette zaangażowała się w sexting przez zupełny przypadek, między Edem a Fran. Ta odkryła to i kazała zwolnić odpowiedzialnego. Ed wskazał Toma i zatrudnił nawet biegłego rewidenta, który to odkrył podróże Toma do Atlantic City. Tom uderzył Eda w twarz i tym samym dał mu powód do zwolnienia. Ferrara przekazał informacje Lynette.
Sezon 3
Po postrzale w supermarkecie z ręki Carolyn Bigsby, Ed dał Lynette wolne. Ramię po jakimś czasie zostało wyleczone i gdy Lynette miała wrócić do pracy, Tom poprosił ją o wolne by mogła mu pomóc promować jego pizzerię. Skłamała Edowi, że jeszcze źle się czuje po czym poszła do Toma. Dopiero Kayla Scavo powiedziała Edowi prawdę. Lynette porzuciła pracę, gdyż nie zgodziła się na surowe warunki powrotu jakie Ferrara jej narzucił.

### Eddie Orlofsky
Eddie „Dusiciel z Fairview” Orlofsky (Nicholas Sarullo w s06e20; Josh Zuckerman) to przyjaciel Danny’ego Bolena i były lokator domu Scavo.
Przeszłość

Urodził się w 1994 roku. Poznał się z każdą z gospodyń z Wisteria Lane. Z Mary Alice Young w 1998 roku, gdy jego ojciec Hank (Kevin Sizemore) odszedł od matki a ta obwiniła go za zniszczenie swego życia. Z Gabrielle w 2003 roku, tuż po tym jak wprowadziła się do domu przy 4349 Wisteria Lane i na krótko się z nim zaprzyjaźniła. Bree zatrudniła nastoletniego chłopaka krótko po tym jak została żoną Orsona Hodge, w 2006 roku. Eddie chciał zauroczyć Danielle podarunkiem, ale go odrzuciła. Bree interweniowała u Barbry Orlofsky, ale jej reakcja nie należała do przyjemnych. Po tym czasie dokonał swego pierwszego mordu na prostytutce Ramonie (Jamie Sorrentini). Wyśmiała go gdy dał jej kwiaty. Susan, w 2014 roku, zauważyła, że ma wielki talent do malowania i portretowania osób. Zafundowała mu kurs rysowania a po tym jak z niego przyjechał, oświadczyła mu, że wychodzi za mąż za Mike'a Delfino. Chciał sam się ożenić z nią, ale Susan się zaśmiała, bo uznała to za żart. Wieczorem Danny chciał ją udusić, ale zaatakował Julie Mayer, którą zostawił półżywą pod jej domem.
Sezon 6
Gdy Danny Bolen przyjechał do Wisteria Lane, Eddie stał się jego przyjacielem. Jednym z najwierniejszych, gdy to Danny'ego oskarżono o napaść na córkę Susan. Jego następną ofiarą śmiertelną była Emily Portsmith. Julie, Danny i Ana Solis zostały zaproszone na jego stand-up ale jego występ nie był zabawny. Danny pojechał za swą dziewczyną Aną do Nowego Jorku. Skłamał, w liściku do matki, że jedzie z Eddiem na camping. Orlofsky został przyłapany przez Angie w supermarkecie. Zmuszony sytuacją, wyznał kobiecie dokąd udał się jej syn. Kolejną ofiarą śmiertelną chłopaka padła Irina Korsakov. Lynette w trzecim trymestrze ciąży pozwoliła mu wejść do swojego życia a on w międzyczasie pozbył się Barbry, swej matki. Scavo poprosiła go by przeprowadził się do nich z ich toksycznego domu. Natomiast Tom zgodził się by udali się z nim na terapię. Doktor McCarthy (Matt Riedy) przekazał Lynette, ze wszystko poszłoby szybciej, jeśli sprowadziłaby matkę Eddiego. Szukała ją bez skutku, do czasu gdy dwóch policjantów (Jarrod Crawford i Fred Saldone) rozmawiało o tym − przy okazji odnalezionych zwłok byłej narzeczonej Prestona − że znaleźli ciało Barbry. Lynette usłyszała o tym i pojechała do Eddiego. Zrozumiała, że zabił Barbrę a sama zaczęła rodzić. Zamknął się z nią w swoim starym domu, gdzie pomógł jej odebrać poród i odwinął pępowinę z szyi jej córeczki. Poprosił tylko, by chwilę poczekała zanim zawiadomi policję. Zamysłem Lynette było, by sam zadzwonił na policję. Nie zgodził się, bo nie chciał spędzić dożywocia w więzieniu ale już sam w nim tkwił i krzywdząc ludzi nie byłby wolny. Dodała, że byłaby z niego dumna. Eddie poprosił, by Lynette zadzwoniła za niego. Zgodziła się i w geście zaufania, dała mu swego noworodka do ręki.

### Frank
Frank (Patrick Fabian) to fryzjer Renee Perry i były chłopak Lynette na jedną noc w okresie separacji z Tomem. Był już żonaty z kobietą apodyktyczną i dominującą w związku, przez co się rozwiódł.
Sezon 8
Pierwsza randka dwojga ludzi nie udała się, gdyż Lynette broniła jego byłej żony. Nazajutrz Frank zemścił się na włosach Renee za to, że ta ich zeswatała. Frank dał jeszcze jedną szansę Lynette. Pozwolił jej oczyścić się z emocji, gdy zaczęła płakać z powodu rozpadu jej małżeństwa z Tomem. Ich zbliżenie dało jej siłę do następnego kroku w swoim życiu.

### Frank Kaminsky
Frank Kaminsky (Larry Hagman) to nieżyjący, drugi ojczym Lynette i jej sióstr, a także czwarty mąż Stelli. Zanim zakochał się w niej, był żonaty cztery razy z czego dwie żony zmarły, a z dwiema się rozwiódł. Z tych związków pozostało mu 9 dzieci i 14 wnucząt, ale z żadnym z nich nie rozmawiał, a wręcz je nienawidził.
Sezon 7
Lynette poznała narzeczonego matki w Domu Seniora. Szybko zauważyła, że jest arogancki, nieuprzejmy i chamski. Stella twierdziła, że spodobał jej się, bo był bardzo konkretny. Tak naprawdę chodziło jej tylko o jego pieniądze. Wątek pieniędzy był łatwiejszy do powiedzenia niż przyznanie się, że jest niepotrzebna i samotna. Stella otrzymała od Franka kolczyki od pierwszej, zmarłej żony i naszyjnik od drugiej. Przywiozła go do domu Lynette na rodzinne zdjęcie. Frank zmarł na niej. Zwłoki zabrano z kanapy dopiero rano, ponieważ testament Franka, dzięki któremu Stella stała się milionerką, uprawomocnił się dopiero nazajutrz.

### Glen Wingfield
Glen Wingfield (Richard Chamberlain) to nieżyjący, pierwszy i były ojczym Lynette oraz jej sióstr, a także trzeci mąż Stelli. On i Stella byli małżeństwem tylko przez dwa lata, pod koniec lat 70. XX wieku. Odszedł 30 lat wcześniej, bo był gejem. Dave, jego partner z którym przeżył 20 lat, zmarł wiosną 2006 roku.
Sezon 4
Lynette poszukiwała matki, która zniknęła po jej kłótni z Lydią i Lucy. Glen przyjechał do swej byłej pasierbicy, Lynette po ok. 30 latach zupełnego braku kontaktu. Stella zadzwoniła do niego z prośbą o pieniądze. Włamała się do cadillaca i tam spędziła noc. Spotkał się z nią w parku i wręczył pieniądze. Tam przyznał się dlaczego ich relacja się rozpadła. Lynette była w szoku i wybaczyła matce, która zamieszkała u Glena z którym zawsze się rozumiała. Trzy lata później Glen zmarł z przyczyn naturalnych, a Stella trafiła do domu opieki.

### Gregg Limon
Gregg Limon (Reed Diamond) to były szef Toma i była randka Lynette. Trzy lata wcześniej, w II połowie 2014 roku, rozwiódł się ze swoją żoną Crystal. Zapłacił jej przy tym 3 miliony dolarów w ramach podziału majątku.
Sezon 8
Lynette umówiła się z Greggim, gdy widziała jak Toma całuje jego własna dziewczyna. Za namową Lynette, Tom otrzymał jedno cięższe zlecenie przez co jego weekend z Jane nie doszedł do skutku. Kobieta zasugerowała mu by wysłał jego w delegację, a Greeg zrobił to i nakazał mu jechać do Bombaju na jeden rok, jako zwiadowca międzynarodowego planu. Limon w końcu wycofał się z tego zamiaru i wysłał tam kogoś innego. Gdy Lynette nie zgodziła się na seks za taką przysługę, udał się do Toma i głośno narzekał, że dziwi mu się, iż nie uciekł od tak złej kobiety. Został uderzony w twarz, przez co Gregg go zwolnił.

### Herbert Brickmeyer
Herbert „Rashi” Brickmeyer (Christopher Gartin) to narzeczony Lydii i przyszły szwagier Toma oraz Lynette.
Przeszłość

Kiedyś nazywał się Herbert Brickmeyer. Mieszkał on w Levittown na Long Island. Miał rodzinę w której każdy się kłócił ze sobą i w pewnym momencie swego życia zerwał z takim stylem egzystowania. Zmienił się w „Rashiego”, nie chcąc być, taki jak dawniej.
Sezon 8
Był zachwycony Lydią i jej spokojem, do czasu gdy zobaczył jak rzuciła Lynette w twarz iż cieszy się rozpadem jej małżeństwa. Lynette znalazła go i przemówiła mężczyźnie do rozsądku. Ten postanowił, że się nad tym zastanowi. Lynette wróciła do domu i Lydia przekazała nowinę siostrze, że „Rashi” da czas i szansę ich związku.

### Irina Korsakov
Irina Korsakov ((ros.) Иpинa Коpсaкoв; Helena Mattsson) to nieżyjąca, była narzeczona Prestona Scavo. Irina urodziła się w Rosji. Poślubiła kilku mężczyzn, w tym mężczyznę z Włoch, który postawił zarzuty, gdy jego konto bankowe zostało opróżnione z pieniędzy przez Irinę.  Wzięła ślub z Alexiejem Korsakovem. Ten obiecał jej piękne życie, ale nie dotrzymał słowa. Nie pracował i źle ją traktował. Przyrzekł jednak podpisać rozwód, jeśliby mu zapłaciła. Irina opuściła Rosję i spotkała Prestona Scavo na plaży nudystów w Nicei we Francji i szybko uwiodła młodego mężczyznę.
Sezon 6
Preston Scavo powrócił do domu z piękna niespodzianką. Podróżował po Europie od czasu drugiego ślubu Susan Mayer z Mikiem Delfino. Lynette sądziła, że Irina jest naciągaczką i „łowczynią posagów”. Sam Preston zamierzał się z nią ożenić. Irina odkryła jedna podstęp Lynette z fałszywym brylantem i oddała go Penny by sama mogła wybrać nowy. Preston sam przyspieszył date ślubu, wbrew planom jego matki. Scavo dowiedziała się dopiero co nieco o przeszłości Iriny z jej rozmowy po rosyjsku, przetłumaczonej przez ekspedientkę (Marina Benedict). Urzędniczka (Sarah Ripard) z urzędu imigracyjnego − sama będąca na wojennej ścieżce z synową − pomogła jej przez koleżankę z ambasadzie rosyjskiej. Lynette spisała najważniejsze dane z jej paszportu i tak obie dotarły do akt Iriny oraz jej wielkiego sekretu. Omówiły jej sytuację a Preston stał w drzwiach i wziął od niej teczkę. Odwołał ślub, a Irina musiała się wynieść z Wisteria Lane. Wieczorem Eddie zaproponował dziewczynie podwiezienie jego samochodem do motelu. Zgodziła się i podczas przejażdżki Eddie zasugerował, że on będzie jej chłopakiem. Irina wyśmiała go i nie chciała być z kimś kto ma tłuste włosy. Eddie zjechał na pobocze i rzucił się na Irinę z gołymi rękami. Zabił ją, a zwłoki pochował.

### Jordana Geist
Jordana Geist (Stacey Travis) to znajoma Lynette z Barcliff Academy, szkoły, do której Preston i Porter uczęszczali.
Sezon 1
Była jedną z matek, które zastraszała osoba Maisy Gibbons i gdy Lynette się jej sprzeciwiła w sprawie „czerwonego kapturka”, podziwiała ją. Wyjawiła też jej, że zażywa leki na ADHD i dlatego może tyle zrobić. Gdy proszki się skończyły nie podzieliła się swoimi ze Scavo.
Sezon 3
Gdy na jaw wyszedł sekret Karen McCluskey o tym, że trzymała swego nieżyjącego męża w zamrażarce, usłyszała jej wyjaśnienia na przyjęciu syna Edie Britt.

### Lucy Lindquist
Lucy Lindquist (Carrie Preston) to siostra Lynette, środkowa w kolejności. Po raz pierwszy Lynette wspomniała o tym, że ma siostry podczas rozmowy z Jordaną Geist.
Sezon 3
Lynette rozmawiała z nią telefonicznie o niewykonalnej pożyczce na chemioterapię. Dlatego, że mąż Lucy, Dave, stracił wówczas pracę w fabryce. Wziął inną jako rozdający ulotki w lokalu specjalizującym się w kurczakach, przeciwko któremu szykował się pozew o złe traktowanie tych zwierząt.
Sezon 4
Kilka miesięcy później, tuż po tym jak Lynette pokonała raka, doszła do wniosku, że jej matka powinna znaleźć sobie inny dach nad głową. Straciła jednak wszystkie oszczędności. Lucy pomogła Lydii odwieźć matkę do Lynette gdy ta ostatnia podstępem przełożyła jej bagaże do auta Lydii. Lucy też nie chciała przyjąć matki, bo mieszkała z nią rok. Zaczęły wspominać jak to była pijana przy różnych okazjach. Obie, nie czułyby wyrzutów sumienia, gdyby się od niej odwróciły. Lynette była wściekła, odrzuciła ich pomoc i zakazała siostrom przyjeżdżania do niej przez następne kilka lat. Dopiero Parker powiedział im, że jego babcia odjechała taksówką spod domu.

### Lydia Lindquist
Lydia Lindquist (Sarah Paulson) to siostra Lynette, najmłodsza w kolejności. Po raz pierwszy  Lynette wspomniała o tym, że ma siostry podczas rozmowy z Jordaną Geist.
Sezon 4
Lynette pokonała raka i doszła do wniosku, że jej matka powinna znaleźć sobie inny dach nad głową. Straciła jednak wszystkie oszczędności. Razem spotkały się z Lydią, która odmówiła pomocy bo matka zbyt często ją krytykowała, co doprowadziło ją do rozchwiania emocjonalnego. Przez dwa lata jak mieszkały razem roztyła się, 4 razy zmieniała fryzury i przyprowadziła do domu nieznanych mężczyzn. Lynette podstępem przerzuciła walizki matki ze swojego auta do jej pojazdu i odjechała. Lydia wezwała na pomoc Lucy, ale ich kłótnia o przeszłe sprawy sprawiła, że Stella odjechała spod domu a Lynette zakazała im się odzywać do siebie przez najbliższe kilka lat.
Sezon 8
Dziewięć lat później do siostry przyjechała Lydia wraz z Herbertem „Rashi” Brickmeyerem, swym narzeczonym z krótką wizytą.

### Natalie Klein
Natalie Klein (Nike Doukas) to znajoma Lynette z pracy w której to była jeszcze panną.
Sezon 1
Spotkała się z Lynette w supermarkecie, kilka lat po tym jak ta odeszła z firmy. Scavo musiała jej skłamać, że macierzyństwo to najlepsza praca jaką miała. Znacznie później Lynette zaproponowała by zatrudniła Toma. Określiła go jako „sumiennego” ale sama potrzebowała „rekina”. Właśnie kogoś takiego jak Lynette. Żona Toma zasugerowała jej Annabel Foster.
Sezon 8
Dwanaście lat później Natalie i Lynette spotkały się ponownie, znowu w supermarkecie. Klein słyszała wieści, że Lyn rozstała się z Tomem, ale w obecnej sytuacji były już one nieaktualne. Zachwalała swoje życie na walizkach w prężnej firmie i jej spełnienie zawodowe w domu. Natalie usłyszała od niej o ofercie pracy od Katherine. Lynette się zastanawiała ale Natalie chwyciła by taką okazje od razu.

### Nina Fletcher
Nina Fletcher (Joely Fisher) to była wiceprezes w Parcher & Murphy Advertising i była zwierzchniczka Lynette. Cała firma była na jej głowie. Miłe zachowanie to luksus z którego musiała zrezygnować, tak jak z urlopu, rodziny, wakacji i domowych posiłków. Praca tak ją wykańczała.
Sezon 2
To ona, jako pierwsza, rozpatrzyła podanie Lynette o pracę, ale ostateczną decyzję zostawiła szefowi, Edowi Ferrara. Od pierwszego dnia pracy Lynette Scavo wiedziała, że jej przełożona Nina jest wyjątkowo spięta. Chcąc zniwelować to napięcie, Lynette dawała szefowej urocze prezenty. Skutecznym sposobem okazało się zeswatanie ja w barze z mężczyzną, dzięki czemu wróciła do biura w tych samych rzeczach. Nina zaczęła ciągnąc Lynette po barach, więc ta zatańczyła na samym barze, skupiając na sobie męską uwagę. Dało jej to wolność. Później, wiceszefowa zmusiła Scavo do kupienia nowych kostiumów, wyśmiewając jej wysłużoną formalną garderobę. Potem to Lynette nakryła Ninę i Stu na erotycznych schadzkach w firmie. Mogła szantażować Ninę by była dla nich milsza, ale ta zwolniła Stu. Ten stał się powodem zwolnienia Niny z pracy, gdyż przyszedł do formy z oskarżeniem o molestowanie. Pakująca się Nina kazała Lynette pożegnać się z własnymi dziećmi, bo Ed jest równie wymagającym dzieckiem.

### Rick Coletti
Rick Coletti (Jason Gedrick) to były pracownik w pizzerii Toma oraz były adorator Lynette. Pracował kiedyś w 4-gwiazdkowej restauracji „Cuccini”, ale zwolnili go przez jego uzależnienie od kokainy. Przeszedł program oczyszczający zanim zgłosił się do pracy w Pizzerii Toma.
Sezon 3
Tom nie chciał go zatrudnić ze względu na jego przeszłość podważył decyzję Lynette o jego przyjęciu. Gdy małżeństwo Scavo zaczęło się chwiać, on i Lynette zbliżyli się do siebie. On wprowadził też inne dania do menu Toma co rozzłościło właściciela. On i córka Stelli zostali nawet zamknięci w chłodni gdyż złodzieje napadli na restaurację. Leżeli obok siebie by się ogrzać. Tom zmierzył się z Rickiem, gdy zobaczył taśmę z kamery gdzie jego żona i on jedli kolację przed napadem. Wygłosił jej, że ich związek jest jak skała i Rick go nie rozerwie, mimo że teraz trzęsie się w posadach. Poprosił Ricka by odszedł, ale ten odmówił, bo Lynette musi to zrobić a ona wciąż go potrzebuje. Coletti wyznał jej co do niej czuje, oraz że ona czuje to samo do niego. To doprowadziło do furii żonę Toma i zwolniła pracownika. Skłamała, że nie miał on na nią wpływu, ale zapłakała w łazience po jego stracie.
Sezon 4
Rick wrócił do Fairiew z informacją, że otworzył własną restaurację za rogiem ich pizzerii. Wciąż darzył uczuciem Lynette. Jego lokal ukradł klientów Tomowi, dopóki Kayla namówiła Prestona i Portera − przestraszonych, że Rick zabierze im matkę − do spalenia miejsca.

### Scott
Scott (Richard Ruccolo) to była randka Lynette.
Sezon 8
Na spotkaniu Scavo z terapeutą (Randee Heller), Tom wyznał Lynette, że jeszcze nie przespał się z Jane. Renee zabrała Lynette do baru, gdzie napotkała Scotta. Był to rozwiedziony ojciec dwóch córek. Poszła do niego do mieszkania, ale tam spadła jej obrączka. W trakcie poszukiwań zaczęła rozpaczać, bo doszła do wniosku, że nie może iść z nim do łóżka.

### Stella Wingfield
Stella Lindquist Wingfield Kaminsky (Polly Bergen) to matka Lynette, Lucy i Lydii.
Przeszłość

Stella często biła Lynette wraz z siostrami. Upijała się także do nieprzytomności oraz sprowadzała mężczyzn do domu. W roku 1979 Stella zachorowała na raka piersi, przez co 13-letnia Lynette musiała się zająć siostrami i domem. Krótko przedtem Stellę opuścił jej trzeci mąż Glen, którego jej córki traktowały jak ojca. Stella zdradzała go, dlatego gdy odszedł, Lynette powiedziała matce, że zasłużyła na raka i jest to kara od Boga. W rzeczywistości Glen okazał się gejem i dlatego postąpił tak a nie inaczej. Stella nie powiedziała tego córkom i wolała winę wziąć na siebie. Stella mieszkała przez dwa lata z córką Lydią, przez co [Lydia] się roztyła a potem mieszkała rok z Lucy i jej mężem Dave'em. W roku 2002 Stella odwiedziła Lynette na Wisteria Lane.
Sezon 3
Tom powiadomił ją o raku córki, a skoro Scavo potrzebowali pieniędzy na leczenie, Stella przyjechała do ich domu. Obie pokłóciły się o to czy ma zostać, ale Stella oznajmiła jej, że albo będzie walczyć z nią, albo z rakiem a na obu oponentów nie ma tyle energii. Została i zajęła się wnukami. Zobowiązała się przeprowadzić córkę przez piekło chemioterapii. Od Kayli dowiedziała się też o Ricku Coletti.
Sezon 4
Stella stała się ostoją Lynette, zachęcając ją do wyjawienia choroby przed rodzicami z „Barcliff Academy”, zwłaszcza przed Muriel (Julia Campbell), co odciążyło ja z obowiązków. Na dorocznych kalamburach na Wisteria Lane, zdobyła marihuanę od Andrew Van De Kamp. Za pomocą Parkera podała ją Lynette by zaczęła jeść i się rozweseliła. W Halloween Lynette i Stella z mężem dowiedzieli się, że rak został pokonany. Stella przyprowadziła Stana (Greg Lewis) do domu, po całonocnej popijawie w barze i Lynette uznała, że czas przenieść matkę do kogoś innego. Gdy zawiódł wariant z jej siostrami, Lydią i Lucy, znalazła dom u Glena Wingfielda. Lynette zrozumiała czemu Glen odszedł i zakopała topór wojenny z matką.
Sezon 5
Trzy lata później, po śmierci Glena, Lynette umieściła matkę w domu spokojnej starości. Kolejne trzy lata później Porter, ze strachu przed Warrenem Schilling, ukrył się u babci. Dopiero jej znajomy (Jack Carter), zdradził jej gdzie przebywa Porter. Córka wpadła do niej, by go zabrać, ale Stella nie chciała z nią rozmawiać, ponieważ za rzadko przyjeżdżała. Lynette wykorzystała wypadek samochodowy, który widziała przed swym autem. Stella i Porter sądzili, że Lynette go miała i tak wnuk kobiety wyszedł z kryjówki. Stella poczuła się dotknięta tym oszustwem. Lynette odwiedziła matkę jeszcze raz, tuż po tym jak sędzia zamknął sprawę Portera. Przyznała też, że umieściła ją dlatego, że przestała się kontrolować w piciu alkoholu i wydawaniu pieniędzy. Lynette zażądała też, by przestała być wściekła. Stella stwierdziła, że nie ma przyjaciół i został jej tylko gniew. Lynette przyrzekła matce, że jeśli się zmieni, regularne wizyty będą zawsze figurować w jej grafiku.
Sezon 7
Frank Kaminsky, bogaty kilkukrotny rozwodnik i wdowiec stał się narzeczonym Stelli. Był starym zgryźliwym rasistą. Pomimo sprzeciwu Lynette, ich ślub doszedł do skutku. Zmarł na sofie ich domu a Lynette nie zadzwoniła od razu na policję, przez co niedawno zmieniony testament mężczyzny uprawomocnił się a Stella stała się bogatą wdową.

### Stu Durber
Stu Durber (Charlie Babcock) to były recepcjonista w Parcher & Murphy Advertising.
Sezon 2
Lynette oddała mu córkę podczas swej rozmowy kwalifikacyjnej ale zaniedbał opiekę nad nią. Następnym razem przedstawił Lynette nowy zestaw konferencyjny, co pomogło jej połączyc pracę z domem. Wyjawił, że każdy w firmie naśmiewał się z przepranych, wyblakłych, poprutych lub poplamionych kostiumów żony Toma. Wykorzystała go by dać nauczkę Tomowi, że dzieci można łatwo porwać, ale Karen McCluskey potraktowała go paralizatorem. Lynette nakryła Ninę na tym jak uprawiała seks ze Stu. Mężczyzna został zwolniony przez zaszantażowaną przez Lynette wiceprezes. Nina jej zagroziła, dlatego spotkała się ze Stu i wyjaśniła czemu tak naprawdę. De facto było to to molestowanie za które mógłby żądać milionowego odszkodowania. Stu zamiast poprosić o powrót do pracy, pozwał firmę, przez co Nina została zwolniona, a Ed awansował na jej stanowisko Lynette
Sezon 5
Osiem lat później Stu Durber stał się odpowiedzialny za kampanię reklamową książki kucharskiej Bree Hodge, dzięki doświadczeniu z posiadania własnej firmy.

### Warren Schilling
Warren Schilling (Peter Onorati) to były mąż Anne i ojciec Kirby’ego (Scotty Leavenworth).
Sezon 5
Podsłuchał rozmowę żony z Lynette na temat ciąży z Porterem. Gdy Lynette wyszła, pobił dotkliwie żonę, ale Lynette wróciła na miejsce i uratowała Anne. Wieczorem Porter pojawił się w klubie „biały koń”, prowadzonym przez Warrena i pobili się. Lynette rozdzieliła ich i kazała synowi wrócić do domu. Porter, zanim wyszedł, obiecał mu, że będzie martwy. Kilkadziesiąt minut później klub zajął się ogniem. Warren oskarżył publicznie Portera o podpalenie. Krótko potem spotkał chłopca i przekazał mu, że na jego miejscu wolałby iść do więzienia, bo może kiedyś „zniknąć”, podczas gdy sam będzie mieć alibi. Porter zaczął się ukrywać.